# سالاری‌گوده‌لر (اورتاکوی)
سالاری‌گوده‌لر (به ترکی استانبولی: Salarıgödeler) یک منطقهٔ مسکونی در ترکیه است که در اورتاکوی (آق‌سرای) واقع شده‌است.